# Scania-Vabis CR76
Scania-Vabis CR76 är en buss tillverkad av Scania 1966–1972.
Bussen, som från början endast var en stadsbuss, ersatte Capitol-modellen och togs fram inför högertrafikomläggningen 1967 och blev därmed en av de första nya busstyperna i Sverige som var helt byggd för högertrafik, dvs ej ombyggd som många tidigare bussar.
Motorn är dieseldriven med 11 liters slagvolym och, precis som hos föregående bakmotorbussar från Scania, stående tvärställd längst ut i det bakre överhänget på höger sida med växellådan till vänster om motorn, drivande bakhjulen via vinkelväxel. Växellådorna är automatiska med två växlar.
Den fanns endast med vikdörrar, vanligen i dörrkonfigurationen 2-2-0, dvs två smala tvådelade dörrar längst fram och i mitten samt i vissa fall med enkeldörr fram (1-2-0) med en bred tvådelad enkeldörr och cirka en halv meter kortare främre karossöverhäng och därmed totallängd. Bussen hade för sin tid väldigt låga insteg med endast ett trappsteg vid båda in- och utgångarna. Inne i bussen var det ytterligare ett trappsteg i mittgången upp till det förhöjda golvet i den bakre delen.
Scania-Vabis CR76 gjordes om till Scania CR110 1968.

## Scania CR110
År 1968 bytte Scania-Vabis CR76 namn till Scania CR110 och gick även att få som något längre och högre landsvägsbuss med en längre hjulbas, fler växellådsalternativ och med smala, tvådelade enkeldörrar i dörrkonfigurationerna 1-1-0 och 1-0-0. Stadsbussvarianten är identisk med Scania-Vabis CR76 och kallades CR110M medan landsvägsvarianten kallades CR110L. Landsvägsversionen kunde utöver delad vindruta även fås med hel sådan. Dessa varianter tillverkades till slutet av 1972 då stadsbussvarianten efterträddes av Scania CR111 och landsvägsvarianten av Scania CR85/CR145.

## I trafik
Scania-Vabis CR76 och Scania CR110 såldes i Sverige endast som helbyggen, dvs att Scania byggde sin egen kaross på chassit. Karossen byggdes av den av Scania nyförvärvade karosseribyggaren Svenska Karosseriverkstäderna AB i Katrineholm. I andra länder där chassit fanns tillgängligt byggde istället olika lokala karosseritillverkare fullstora bussar på detta.
Bussen togs fram 1966 inför högertrafikomläggningen, eller Dagen H, i Sverige hösten 1967 och levererades i stort antal till de flesta svenska städer under dess tillverkningstid.
I Stockholm hade man dock tillfälligt brutit trenden med att köpa in svensktillverkade bussar i och med att man istället köpte in bussar av märkena Büssing och Leyland under 1960-talet, inför Dagen H. På grund av den vid tiden högre kapaciteten i dessa tillverkares fabriker kunde många bussar levereras på relativt kort tid, vilket var nödvändigt då de allra flesta av de tidigare bussarna skulle ersättas inför omläggningen. De svenska tillverkarna Volvo och Scania ansågs inte ha den kapacitet som behövdes att leverera tillräckligt många bussar på kort tid. Detta gjorde att några Scania-Vabis CR76 aldrig levererades som nya till Stockholmsområdet, dock levererades ett antal Scania CR110 samt ett antal begagnade CR76 några år senare.
Scania-Vabis CR76 och Scania CR110 började att utrangeras ur reguljär trafik under 1980-talet. Några finns dock bevarade av ideella föreningar, liksom på museer. Några kvarvarande bussar ägs också av privatpersoner.